# Euryomma longicorne
Euryomma longicorne är en tvåvingeart som beskrevs av Stein 1911. Euryomma longicorne ingår i släktet Euryomma och familjen takdansflugor. Inga underarter finns listade i Catalogue of Life.